# Supercoupe des Maldives de football
La Supercoupe des Maldives de football est une compétition de football opposant le champion des Maldives au vainqueur de la coupe des Maldives. La compétition est créée en 2006.

## Palmarès
| Année | Vainqueur     | Résultat         | Finaliste   |
| ----- | ------------- | ---------------- | ----------- |
| 2006  | Victory SC    | 2-2 a.p. 2-0 tab | New Radiant |
| 2008  | Club Valencia | 2-1              | VB Sports   |